# Museo del Duomo (Ravello)
Il Museo del Duomo è un museo di arte sacra e contemporanea ubicato a Ravello all'interno del duomo di Santa Maria Assunta e San Pantaleone.

## Storia e descrizione
Il progetto per l'allestimento di un museo che potesse raccogliere le opere provenienti dal duomo e da altre chiese del territorio di Ravello fu già proposto nel 1973 ma venne realizzato dieci anni dopo, nei locali della cripta, e inaugurato il 3 luglio 1983. Nel 1994 venne ampliato grazie alla fruizione di un nuovo spazio nei pressi della navata destra.
Il museo raccoglie principalmente sculture, pitture, oggetti in argento e marmo, urne cinerarie e sarcofagi. In particolare, nella prima sala sono ospitati elementi architettonici di epoca romana riutilizzati durante il medioevo come ad esempio urne cinerarie usate come fontane oppure trabeazioni in marmo. Nella seconda sala invece sono raccolti i resti dell'antico ciborio del duomo, voluto da Matteo Rufolo e realizzato nel 1279 da Matteo da Narni, poi smantellato per problemi di stabilità: si conservano due colonne, due capitelli e le sculture raffiguranti l'Agnus Dei e l'Aquila di san Giovanni; nello stesso ambiente è anche il busto di Sigilgaida Rufolo, originariamente posta sulla porta d'accesso alla scala dell'ambone del Vangelo, attribuita a Nicola di Bartolomeo da Foggia. Tra le altre opere raccolte un busto reliquario di Santa Barbara, un Falconiere, un pastorale del XVIII secolo con la raffigurazione scolpita del martirio di san Pantaleone e un sarcofago con Cristo e quattro apostoli. La sezione pittorica invece accoglie quadri che vanno dal XVI al XIX secolo, in particolare un polittico di Giovanni Filippo Criscuolo e una Immacolata Concezione tra i santi Lucia e Apollonia di Pietro Coppola. Il museo ospita anche una sezione di arte contemporanea, come le sculture Giobbe di Francesco Messina e Annunciata e Pietà di Valerio Pilon.